# Georgetown (Kalifornia)
Georgetown – jednostka osadnicza w Stanach Zjednoczonych, w stanie Kalifornia, w hrabstwie El Dorado.